# 大汶口站
大汶口站是一个京沪线上的铁路车站，位于山东省泰安市大汶口镇，建于1911年，目前为四等站，邮政编码为271026。目前客运：办理旅客乘降；行李、包裹托运；货运：办理整车货物发到。